# Степний Яр
Степни́й Яр — село в Україні, у Новоайдарській селищній громаді Щастинського району Луганської області. Населення становить 149 осіб.

## Географія
Селом протікає річка Попасна.

## Населення
За даними перепису 2001 року населення села становило 149 осіб, з них 14,09% зазначили рідною українську мову, а 85,91% — російську.